# Молодіжна організація «Альтернатива»
Молодіжна організація «Альтернатива» — Корюківська міська молодіжна громадська організація «Альтернатива» (КММГО «Альтернатива») створена 10 вересня 2011 року. 1 листопада 2011 року була офіційно легалізована у відповідності до чинного законодавства України.
Активісти організації поставили собі за мету створювати умови для розкриття творчого, організаційного, спортивного потенціалу молоді; залучати молодь до активного громадського та культурного життя; сприяти зростанню національної свідомості молоді; прищеплювати моральні та духовні цінності.
Членами молодіжної організації є молодь, яка не байдужа до проблем підростаючого покоління і, яка готова, на волонтерських засадах, створювати умови для змістовного дозвілля і спілкування молоді міста.
Ще не маючи офіційної реєстрації команда «Альтернативи» провела ряд заходів: тематичні велопробіги, автопробіг на День Незалежності, турнір з футболу, піші походи до лісу, вечори кіно та декілька квестів (історико-пошукових ігор).
Вже після легалізації члени молодіжної організації організували опитування молоді міста, щоб визначити ціннісні орієнтири молодих людей, заснували щорічний літературний конкурс на найкращий художній твір «Красен світ» та щорічний дитячий фестиваль «Смугастий равлик», розпочали клубну роботу за такими напрямками: вишивка, фотошкола, англійський клуб, кіновечори та спортивний клуб.
На сьогодні молодіжна організація «Альтернатива» є ініціатором та організатором значної кількості благодійних, просвітницьких та екологічних акцій, творчих конкурсів, спортивних та культурних заходів, а також, успішно реалізувала п'ять грантових проекти. Це дозволило отримати досвід для створення і реалізації власних проектів та сформувати позитивне ставлення з боку громади на різнобічну підтримку нею нашої діяльності.
КММГО «Альтернатива» налагодила партнерські відносини з місцевою владою та громадськими організаціями області, кількома серйозними підприємцями, які зацікавлені у наших заходах та пропонують активно співпрацювати за конкретними напрямками молодіжного та дитячого руху.